# Icel van de Angelen
Icel (ook wel Icil) was in de late 5e of vroege 6e eeuw de eerste koning van het Angelsaksische koninkrijk Mercia en stamvader van de dynastie van de Iclingas.
De Angelsaksische kroniek vermeldt dat Icel een zoon van Eomer was en voerde zijn afkomst van de mythische held Offa van de Angelen terug op de god Woden. Cnebba wordt in dezelfde bron Icels zoon genoemd. Icel wordt beschouwd als de eerste van zijn familie, die uit de Noordduitse regio Angeln naar Groot-Brittannië kwam en daar zijn heerschappij vestigde.

## Historische bronnen
- Angelsaksische kroniek (Engelse vertaling bij Project Gutenberg)
- Æthelweard, Chronica.
- Felix, Vita Sancti Guthlaci 2.